# インビジ
株式会社インビジ（invisi Ltd.）は、福岡県福岡市に本社を置く、音を中心とした制作チームである。

## 概要
1998年からメディアアート作品を作り続けていた松尾謙二郎のアートプロジェクトを母体とし、2001年に松尾と中村優一が福岡にて有限会社インビジブル・デザインズ・ラボを設立。
音と音楽に特化したクリエイティブチームとして「見えないものこそ大切だ」を信条に、広告プランニング、コンサルティング、空間演出、音楽制作、アートインスタレーションといったクリエイティブを手がける。
設立時から大手家電メーカー数社のサウンドデザインやサウンドコンサルを行っていたこともあり、インターフェースと音の関係性に造詣が深い。
2011年にinvisiDIRを立ち上げ、アートプロジェクトやオリジナルコンテンツの積極的な開発を進める。
2020年に株式会社インビジに組織変更。福岡と東京を拠点に活動を行う。
東京藝術大学発のベンチャー、株式会社cotonは兄弟会社。
2021年に音によるAI映像マッシュアップアプリ「beatcamera」を株式会社coton、株式会社Starryworksとともに開発、事業化。
2024年7月、代表取締役社長に濱透を迎え、代表取締役エグゼクティブクリエイターに松尾謙二郎、取締役に中村優一が就任した。

## 主な活動
- 2007年 - 福岡ソフトバンクホークス "ベースボールスパーリング篇” [TVCM] 音楽を担当

- 2010年 - イッセイミヤケパリ本店にてK-NARFとともにインスタレーション発表

- 2011年 - 「森の木琴」プロデュースとサウンドデザインを担当

- 2012年 - NHK Eテレ　テクネ音楽プロデュース[注釈 1]

- 2013年 - ロボットによる３ピースバンド「Z-MACHINES」を開発（メディア芸術祭エンターテインメント部門審査委員会推薦作品[6]）。翌年にスクエアプッシャーとの共作「Music For Robots」をリリース[7]
- 2013年 - 「東京2020国際招致PRフィルム Tokyo2020 “Tomorrow begins”」音楽を担当[8]

- 2014年 - 手や腕を使わず目線でピアノを演奏するプロジェクト「Eye Play The Piano」に参加

- 2014年 - AGF（味の素ゼネラルフーズ）「Music of THE TRIPLE」の3倍高密ピアノをプロデュース
- 2014年 - 九州朝日放送創立60周年記念事業「UBUGOEプロジェクト」楽曲製作

- 2015年 - 音楽だけでなく香りを奏でる「パヒューマリー・オルガン」制作 ICC  《パフューマリー・オルガン》[9]

- 2015年 - KAMRA「Deja vu」リリース[注釈 2]

- 2016年 - Audi TT TV-CM 音楽を担当

- 2016年 - ISSEY MIYAKE 132 5. PR音楽を担当

- 2017年 - 卓球メーカーVICTASのプロモーションムービー『I AM NEXT』の楽曲を担当

- 2017年 - アートユニット「dir_」による作品『KO-TONE SPIRAL XYLOPHONE』が六本木CLEAR EDITION & GALLERYにて展示

- 2018年 - 「井上涼展 夏休み おばけびじゅチュ館」のNHK Eテレ番組「びじゅチューン！」に関する展示(一部)を企画・制作

- 2018年 - 恵比寿映像祭 オフサイト展示　invisible designs lab.《予言》発表[10]

- 2018年 - STARFLYER 機内音楽プログラム「Star Chorus」を制作

- 2019年 - POLA VOICE MAKE UP SPERES 製作を担当

- 2019年 - 田崎真珠銀座本店の《The Castle of Symphony 》を制作

- 2019年 - SONY So-net Web PR 楽曲製作

- 2019年 - KONAMI 実況パワフルプロ野球 OP 楽曲製作

- 2019年 - 関門海峡ミュージアム 施設内コンテンツサウンドデザインを担当

- 2019年 - POLA Voice Makeup Spheres 企画製作[11]

- 2020年 - 原宿駅商業施設「WITH HARAJUKU（ウィズ原宿）」の資生堂「Beauty Square」のサウンドスペースデザインを担当

- 2020年 - ソフトバンク「5Gバーチャル大合唱」 「嵐」と共にバーチャルで合唱に参加できるプロジェクトの合唱音声処理ディレクションを担当

- 2020年 - ウィズ原宿 SHISEIDOビューティ・スクエア サウンドスペースデザインを担当

- 2020年 - SHISEIDO グローバル フラッグシップ ストア サウンドスペースデザインを担当[12]

- 2020年 - トヨペット "Sound of Harrier" PR動画音楽を担当

- 2020年 - 貝印 KAI EDGE MUSIUM サウンドデザインを担当

- 2020年 - 空間音響セクション LMSを立ち上げ、マルチ音響、立体音響、建築音響など空間演出や音響技術へ参画を行い、公共空間、商業空間をはじめ、従来積極的な音活用が行われていなかった病院や学校などへの音活用を推進

- 2021年 - アミュプラザくまもと「冒険しよう。AMUventure.」楽曲製作を担当
- 2023年 - Paris Design Week 2023にて、代表作の1つSound Sculpture "KO-TONE Spiral Xylophone”と、 新作のSounding furniture "Echo Stratum”を発表、展示
- 2024年 - NHK Eテレ「みたてるふぉーぜ」の音楽を担当
- 2025年 - invisiサイトデザインをリニューアル

## 受賞歴
- 2007年 - 47th ACC CMフェスティバル 金賞受賞 [13] - 受賞作「福岡ソフトバンクホークス ベースボール・スパーリング」
- 2011年 - カンヌ国際広告祭 フィルムクラフト部門/サイバー部門 金賞受賞[14][15]・グッドデザイン賞 金賞受賞[16] ・51st ACC CMフェスティバル 金賞受賞[17] - 受賞作 「森の木琴」
- 2013年 - スパイクスアジア広告祭 ダイレクト部門 ユーズオブメディア・アンビエント／オルタナティヴメディア 金賞受賞[18] - 受賞作「ZIMA Z-MACHINES」
- 2016年 - カンヌ国際広告祭 デジタルクラフト部門 BRONZE受賞[19]・コードアワード グッド・クラフト受賞[20] - 受賞作「DEJA VU」KAMRA
- 2017年 - CICLOPE FESTIVAL Original Music部門 SILVER受賞[21] [22] - 受賞作「I AM NEXT」
- 2018年 - スパイクスアジア広告祭 ラジオ＆オーディオ部門 SILVER受賞[23]・釜山国際広告祭 Digital Insights部門 Crystal受賞[24] - 受賞作「Star Chorus」
- 2019年 - New York Festivals Advertising Awards AUDIO/RADIO部門 Best Use of Medium[24][25]・アジア太平洋広告祭 オーディオ・ロータス部門 銅賞[24][26] - 受賞作「Star Chorus」
- 2022年 - Innovative Technologies 2022 - OISHIKU（博報堂Human X） I プロデュース・音楽制作
- 2023年 - ACC TOKYO CREATIVITY AWARDS 2023 ACC シルバー賞 - 受賞作「fufuly PV｜楽曲制作」
- 2024年 - ニューヨーク・フェスティバル2024 エンターテイメント番組：子ども・青少年部門 / 金賞 - 受賞作「NHK Eテレ｜みたてるふぉーぜ」
- 2024年- プリ・ジュネス 2024 子ども映像祭 6歳以下ノンフィクション部門 / 最優秀賞 - 受賞作「NHK Eテレ｜みたてるふぉーぜ」

## 掲載
- ロボットだってミスをする：スクエアプッシャー最新作の“バックバンド”はこうつくられた[27]
- 音と音楽の拡張する可能性——サウンドデザイン[28]
- 自然がデザイナー！感動の北海道ガーデンショー[29]
- 自分と世界を再発見する、フィールドレコーディングの楽しみ方[30]
- 目の動きだけで演奏できるユニバーサル楽器「Eye Play the Piano」[31]
- 気持ち悪い＝クール”を体験できる参加型MV「Deja vu」--誕生秘話を聞く[32]
- 音の役割を拡げ続けてきた音楽体験デザイン集団の20年史[33]
- VIDEO. Japon: un xylophone géant passionne les internautes[34]
- Giant handmade xylophone plays Bach in the depths of a serene Japanese forest[35]